# Лок-Анвель
Лок-Анве́ль (фр. Loc-Envel, брет. Lokenvel) — коммуна во Франции, находится в регионе Бретань. Департамент — Кот-д’Армор. Входит в состав кантона Каллак. Округ коммуны — Генган.
Код INSEE коммуны — 22129.

## География
Коммуна расположена приблизительно в 430 км к западу от Парижа, в 140 км западнее Ренна, в 50 км к западу от Сен-Бриё.
Вдоль северной границы коммуны протекает река Сент-Эмильон.

## Население
Население коммуны на 2016 год составляло 70 человек.
| 1962 | 1968 | 1975 | 1982 | 1990 | 1999 | 2008 | 2016 |
| ---- | ---- | ---- | ---- | ---- | ---- | ---- | ---- |
| 146  | 126  | 104  | 105  | 81   | 73   | 84   | 70   |

## Экономика
В 2007 году среди 49 человек в трудоспособном возрасте (15—64 лет) 28 были экономически активными, 21 — неактивными (показатель активности — 57,1 %, в 1999 году было 42,5 %). Из 28 активных работали 24 человека (14 мужчин и 10 женщин), безработных было 4 (1 мужчина и 3 женщины). Среди 21 неактивных 9 человек были учениками или студентами, 9 — пенсионерами, 3 были неактивными по другим причинам.

## Достопримечательности
- Церковь Сент-Анвель[фр.] (XV век). Исторический памятник с 1911 года[3]
- Усадьба Ланвик (XV век). Исторический памятник с 1967 года[4]

## Фотогалерея

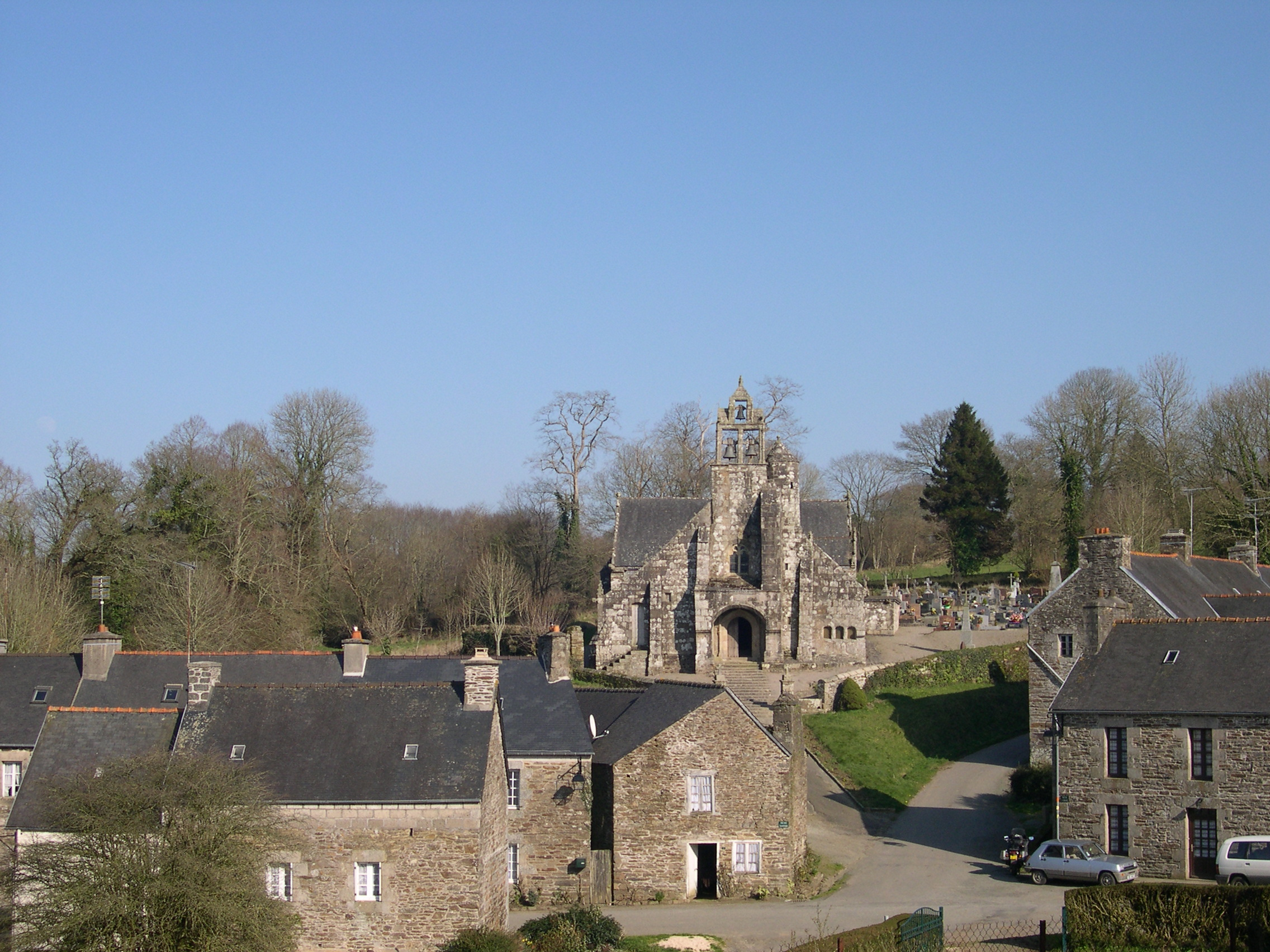
Лок-Анвель
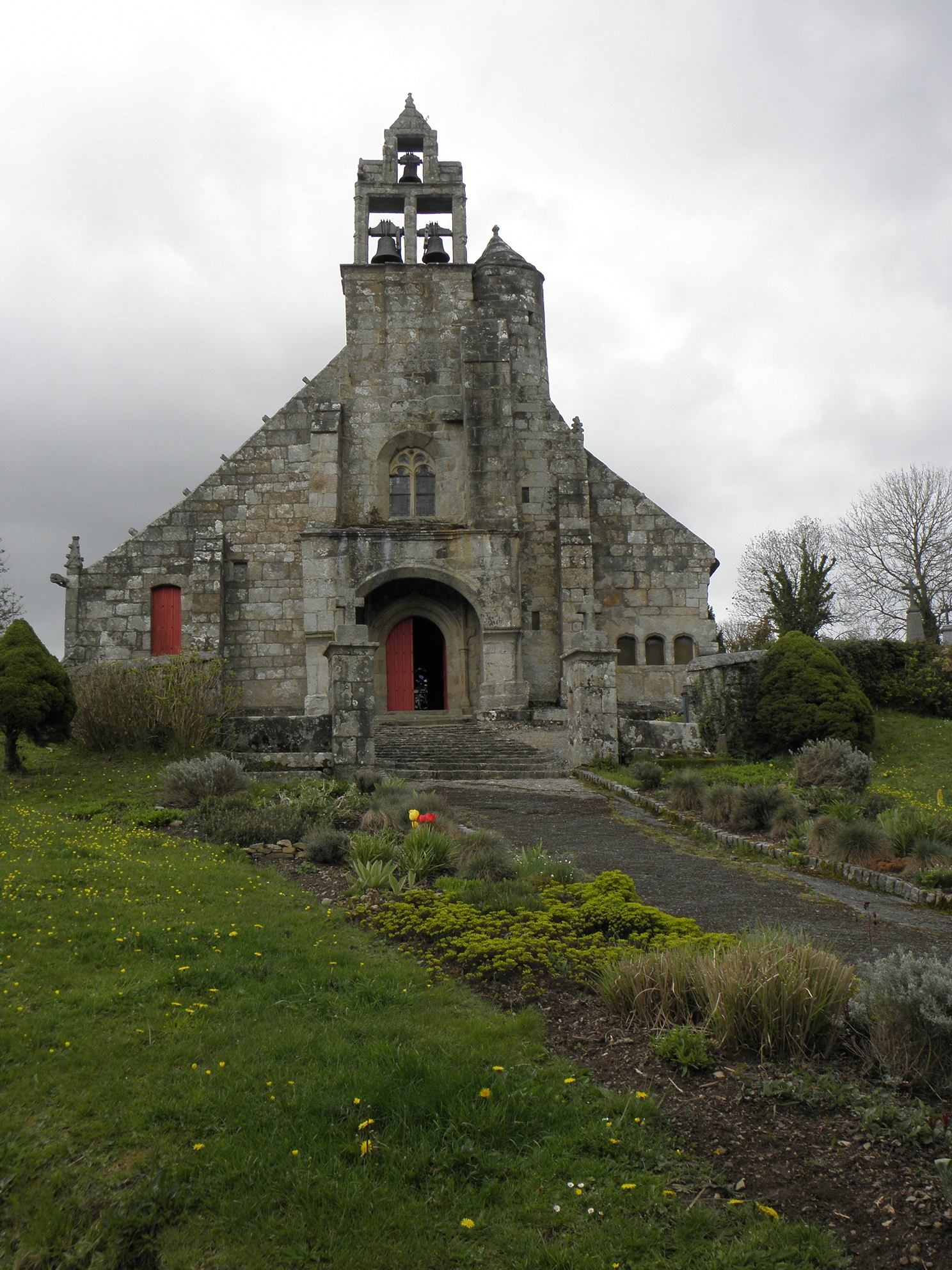
Церковь Сент-Анвель
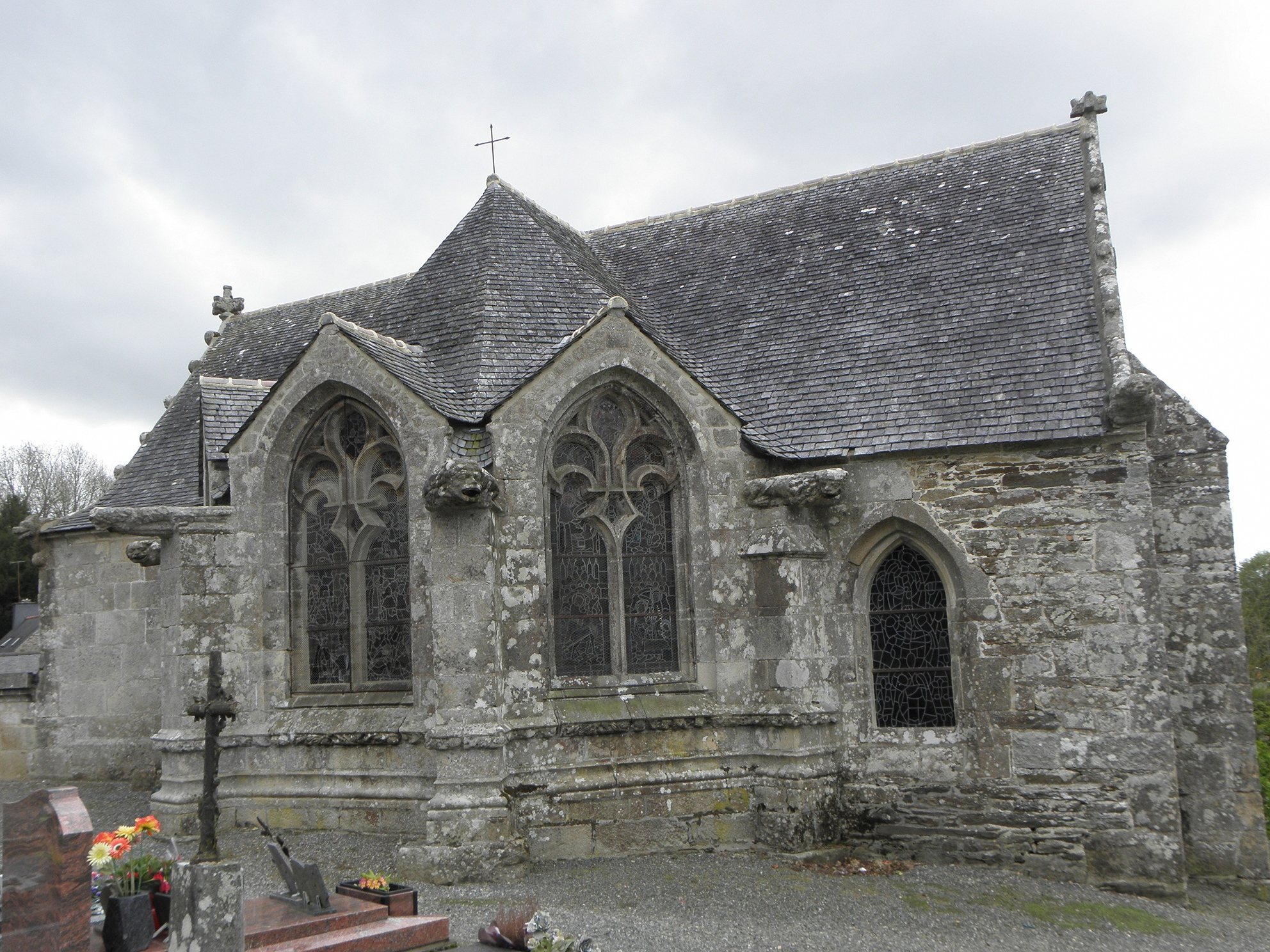
Церковь Сент-Анвель
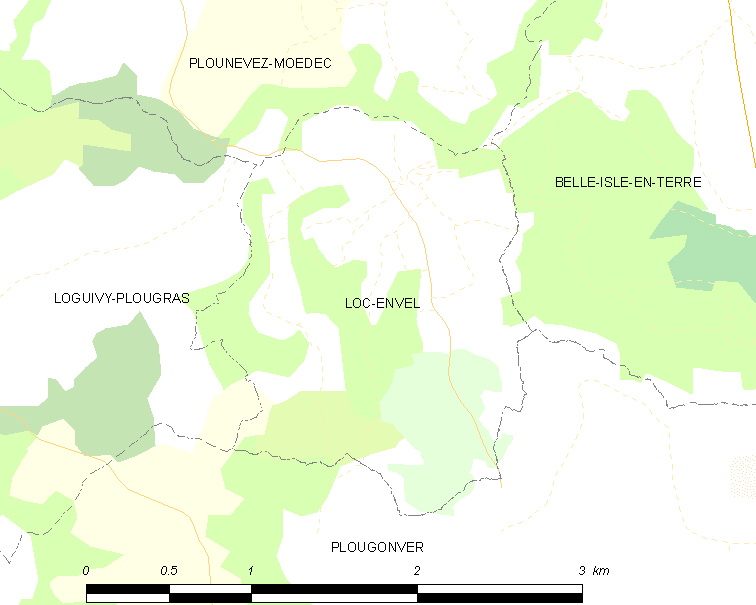
Карта коммуны